# لي فيتزباتريك
لي فيتزباتريك (بالإنجليزية: Lee Fitzpatrick)‏ (31 أكتوبر 1978 في المملكة المتحدة - ) هو لاعب كرة قدم بريطاني في مركز الوسط. لعب مع بلاكبيرن روفرز وستيفيناغ بوروه ونادي هارتلبول يونايتد وأشتون يونايتد ونادي رادكليف ‏ وليه جنيسيس ‏ وRossendale United F.C. ‏ وDroylsden F.C. ‏.

## وصلات خارجية
- لي فيتزباتريك على موقع قاعدة بيانات كرة القدم.إي يو (الإنجليزية)
- لي فيتزباتريك على موقع Soccerbase.com (لاعب) (الإنجليزية)